# Болгенах
Болгенах (на немски: Bolgenach) – река в Германия и Австрия, ляв приток на река Вайсах. Общата ѝ дължина е 29 км. Извира на германска територия от баварския планински регион Алгой на височина 1340 м. Влива се на 2 км южно от Зулцберг, Австрия в река Вайсах.
Поречието на река Болгенах е известно като „Долината на старите дървени мостове“. Мостът „Запетаята“ датира от 1720 г. Също така тук се намира и най-страрият дървен мост във Форарлберг, Австрия, който е упоменат в документ от 1514 г.